# Jiří Maštálka
Jiří Maštálka (* 3. ledna 1956 Sušice) je český lékař, politik Komunistické strany Československa a KSČM, poslanec Sněmovny lidu a Sněmovny národů Federálního shromáždění po sametové revoluci, poslanec Poslanecké sněmovny v letech 1996–2004 a v letech 2004 až 2019 poslanec Evropského parlamentu.

## Studium a profesní kariéra
Maturoval na gymnáziu v Jevíčku, poté absolvoval Volgogradský lékařský institut a Kyjevský lékařský institut. Následně pracoval na kardiologii I. interní kliniky ve FN Plzeň, roku 1984 získal atestaci v oboru interní medicíny (1984) a kardiologie (1989). Podílel na četných odborných studiích z oblasti neinvazní kardiologie, zejména echokardiografie Profesně je k roku 1990 uváděn jako samostatný lékař, bytem Plzeň.

## Osobní život
Je ženatý a má dvě děti. Hovoří anglicky a rusky.

## Politická kariéra
V únoru 1990 zasedl v rámci procesu kooptací do Federálního shromáždění po sametové revoluci do Sněmovny lidu (volební obvod č. 41 - Plzeň I, Západočeský kraj) jako poslanec za KSČ reprezentující novou garnituru nezatíženou výraznější normalizační politickou aktivitou. Ve volbách roku 1990 přešel do české části Sněmovny národů, nyní již za federalizovanou KSČM. Mandát obhájil ve volbách roku 1992 a ve federálním parlamentu zasedal až do zániku Československa v prosinci 1992.
V letech 1992–2002 vykonával funkci předsedy Městského výboru KSČM v Plzni. Od roku 1993 byl členem Ústředního výboru KSČM. Působil rovněž jako komunální politik (člen městského zastupitelstva Plzně). V komunálních volbách v roce 2018 kandidoval za KSČM do Zastupitelstva městského obvodu Plzeň 2-Slovany, ale neuspěl.
Ve volbách v roce 1996 byl zvolen do Poslanecké sněmovny Parlamentu České republiky za KSČM a poslanecký mandát obhájil ve volbách roku 1998 i volbách roku 2002. V dolní komoře českého parlamentu setrval do roku 2004.
Ve stínové vládě KSČM spravuje resort evropské politiky a EU.

### Kandidatury do Evropského parlamentu (od r. 2004)
Ve volbách roku 2004 byl zvolen za Českou republiku do Evropského parlamentu. Zde byl členem frakce Evropská sjednocená levice a Severská zelená levice. Byl členem Výboru pro zaměstnanost a sociální věci a náhradníkem ve Výboru pro životní prostředí, veřejné zdraví a bezpečnost potravin. Mandát obhájil ve volbách roku 2009. Byl zařazen do Výboru pro právní záležitosti, rovněž působil ve funkci kvestora. Ve volbách do Evropského parlamentu v roce 2014 opět kandidoval, a to z druhého místě kandidátky KSČM. Získal 11 525 preferenčních hlasů, skončil na třetím místě kandidátky a vzhledem k zisku tří mandátů pro KSČM byl zvolen poslancem Evropského parlamentu. Je členem Výboru pro vnitřní trh a ochranu spotřebitelů (IMCO) a Výboru pro právní záležitosti (JURI).
Ve volbách do Evropského parlamentu v květnu 2019 se rozhodl již nekandidovat.

## Ocenění
Výnosem z 29. ledna 2016 mu prezident Vladimir Putin udělil ruské státní vyznamenání Řád přátelství.

### Hodnocení europoslance J. Maštálky (dle think-tanku Evropské hodnoty)
Dle vydané zprávy výše uvedeného think-tanku, která se vztahuje na období před následujícími volbami do Evropského parlamentu (2014) vyplývá následující:
1. Docházka - obsadil 17. místo z celkových 22 českých europoslanců,
2. Účast na jmenovitých hlasování českých europoslanců - obsadil 14. místo z celkových 22 českých europoslanců,
3. Zprávy předložené zpravodajem českými europoslanci - obsadil 5.-9. místo z celkových 22 českých europoslanců,
4. Stanoviska předložená českými europoslanci - obsadil 11.-15. místo z celkových 22 českých europoslanců,
5. Pozměňovací návrhy českých europoslanců - obsadil 17. místo z celkových 22 českých europoslanců,
6. Parlamentní otázky českých europoslanců - obsadil 7.-8. místo z celkových 22 českých europoslanců,
7. Písemná prohlášení českých europoslanců - obsadil 2. místo z celkových 22 českých europoslanců,
8. Návrhy usnesení českých europoslanců - obsadil 4. místo z celkových 22 českých europoslanců,
9. Vystoupení na plenárním zasedání českých europoslanců - obsadil 6. místo z celkových 22 českých europoslanců.